# Rally Rías Baixas de 2001
El Rally Rías Baixas de 2001, oficialmente 37.º Rally Rías Baixas Redcom, fue la trigesimoseptima edición y la octava cita de la temporada 2001 del Campeonato de España de Rally. Se celebró del 20 al 22 de julio y contó con un itinerario de doce tramos que sumaban un total de 155 km cronometrados.

## Itinerario
| Día   | Tramo | Nombre                | Distancia | Ganador       | Tiempo | Líder       |
| ----- | ----- | --------------------- | --------- | ------------- | ------ | ----------- |
| Día 1 | TC1   | Villasobroso-Oliveira | 14.55 km  | Luis Monzón   | 8:18   | Luis Monzón |
| Día 1 | TC2   | Salceda-Budiño        | 13.53 km  | Luis Monzón   | 8:00   | Luis Monzón |
| Día 1 | TC3   | Morgadans-Chenlo      | 9.72 km   | Luis Monzón   | 5:27   | Luis Monzón |
| Día 1 | TC4   | Villasobroso-Oliveira | 14.55 km  | Luis Monzón   | 8:13   | Luis Monzón |
| Día 1 | TC5   | Salceda-Budiño        | 13.53 km  | Luis Monzón   | 8:02   | Luis Monzón |
| Día 1 | TC6   | Morgadans-Chenlo      | 9.72 km   | Luis Monzón   | 5:28   | Luis Monzón |
| Día 1 | TC7   | Barciademera-Covelo   | 10.72 km  | Luis Monzón   | 6:23   | Luis Monzón |
| Día 1 | TC8   | Maceira-Sabaxans      | 14.70 km  | Luis Monzón   | 9:06   | Luis Monzón |
| Día 1 | TC9   | Riofrío-San Vicente   | 14.40 km  | Luis Monzón   | 8:21   | Luis Monzón |
| Día 1 | TC10  | Barciademera-Covelo   | 10.72 km  | Marc Blázquez | 6:29   | Luis Monzón |
| Día 1 | TC11  | Maceira-Sabaxans      | 14.70 km  | Luis Monzón   | 9:11   | Luis Monzón |
| Día 1 | TC12  | Riofrío-San Vicente   | 14.40 km  | Marc Blázquez | 8:34   | Luis Monzón |

## Clasificación final
| Pos. | Piloto              | Copiloto                 | Automóvil                    | Tiempo  | Diferencia |
| ---- | ------------------- | ------------------------ | ---------------------------- | ------- | ---------- |
| 1.   | Luis Monzón         | José Carlos Déniz        | Peugeot 206 WRC              | 1:31:42 | 0.0        |
| 2.   | Marc Blázquez       | Jordi Mercader           | SEAT Córdoba WRC Evo3        | 1:32:36 | +54        |
| 3.   | Ricardo Avero       | Carlos del Barrio        | Citroën Xsara Kit Car        | 1:34:38 | +2:56      |
| 4.   | Dani Solà           | David Moreno             | Citroën Saxo Kit Car         | 1:36:52 | +5:10      |
| 5.   | Miguel Ángel Fuster | José Vicente Medina      | Citroën Saxo Kit Car         | 1:37:34 | +5:52      |
| 6.   | Germán Castrillón   | José Manuel López        | Mitsubishi Lancer Evo VI     | 1:37:37 | +5:55      |
| 7.   | Roberto Solís       | Francisco Javier Álvarez | Peugeot 106 Maxi             | 1:38:12 | +6:30      |
| 8.   | Santi Concepción    | Víctor del Rosario       | Mitsubishi Lancer Evo VI     | 1:38:54 | +7:12      |
| 9.   | Joan Vinyes         | Xavier Lorza             | SEAT Ibiza GTi 16V Júnior    | 1:39:16 | +7:34      |
| 10.  | Paco Francisco Roig | Ezequiel Nazábal         | Mitsubishi Carisma GT Evo VI | 1:39:25 | +7:43      |